# Kodža Sinan Paša
Kodža Sinan Paša (turško Koca Sinan Paşa, dob. 'Sinan Veliki', albansko Koxha Sinan Pasha) je bil v sedanji Albaniji rojeni veliki vezir Osmanskega cesarstva, vojaška osebnost in državnik, * okoli 1506, † 3. april 1596. 

## Zgodnje življenje
Sinan Paša, znan tudi kot Kodža Sinan - Sinan Veliki, je bil rojen v Topojanu v pokrajini Luma in je bil albanskega porekla. V dubrovniškem dokumentu iz leta 1571, ki navaja člane upravnega sveta osmanskega sultana, je Sinan opisan kot otrok iz katoliške družine, ki se je spreobrnila v islam. Njegov oče se je imenoval Ali Beg in Sinan Paša je imel družinske vezi s katoliškimi sorodniki, med njimi z družino Džjubizi. Avstrijski orientalist Joseph von Hammer-Purgstall ga je imenoval "neobrzdani Albanec". Mustafa Ali iz Galipolija je Sinana večkrat kritiziral zaradi hujskanja albanske klike v državni upravi.

## Kariera
Sinan Paša je bil leta 1569 imenovan za guvernerja osmanskega Egipta. Kot tak je bil nato do leta 1571 vpleten v osvajanje Jemna in postal znan kot Fātiḥ-i Yemen (Osvajalec Jemna).
Leta 1580 je poveljeval osmanski vojski v osmansko-safavidski vojni (1578–1590). Sultan Mehmed III. ga je po vojni imenoval za velikega vezirja, a je bil že naslednje leto osramočen in izgnan zaradi poraza njegovega namestnika Mehmed paše pri Goriju med poskusom oskrbe osmanske garnizije v Tbilisiju. 
Sinan je nato postal guverner Damaska in leta 1589 po velikem uporu janičarjev drugič imenovan za velikega vezirja. Bil je vpleten v spore za vlaški prestol med Mihneo Turcitulom in Petrujem Cercelom. Na koncu se je postavil na stran prvega in nadziral Petrujevo usmrtitev marca 1590. Po še enem uporu janičarjev je bil leta 1591 odstavljen in dve leti kasneje tretjič imenovan za velikega vezirja. Še isto leto je poveljeval osmanski vojski v dolgi turški vojni proti Habsburžanom. Soočal se je z velikimi izgubami na severni fronti, oslabljeni zaradi smrti bosanskega poveljnika Hasan Paše Predojevića med bitko pri Sisku. Leta 1593 je po 3-4 dneh obleganja zavzel Veszprém in Paloto in se usmeril proti Sisku. Po zasedbi Siska se je preko Novega Sada  vrnil v Beograd.
Ko so Habsburžani napadli Szécsény in Nógrád, je zahteval pomoč iz Istanbula. V kratkem je na pomoč prišel janičarski aga Sokoluzade Lala Mehmed Paša, ki je takoj po prihodu začel oblegati Györ (Januk) in zavzel grad. Med uporom v Banatu je Sinan leta 1594 ukazal prenesti relikvije (posmrtne ostanke) Svetega Save iz samostana Mileševa v Beograd, kjer jih je nato ukazal zažgati, da bi Srbom vzel pogum. 
Kljub zmagam je bil februarja 1595, kmalu po pristopu Mehmeda III. na osmanski prestol, spet odstavljen in izgnan v Malkaro. Avgusta je bil spet na oblasti, pozvan, da vodi pohod proti vlaškemu knezu Mihaelu Hrabremu. Njegova poraza v bitkah pri Călugăreni in Giurgiuju in niz neuspešnih spopadov s Habsburžani, ki so dosegel vrhunec z uničujočim obleganjem in padcem Esztergoma, so ga znova pripeljali v nemilost in ga 19. novembra prikrajšali za uradni položaj. 
Smrt njegovega naslednika Lala Mehmed Paše tri dni kasneje je povzročila, da je Sinan še petič postal veliki vezir. Spomladi 1596 je nenadoma umrl in zapustil veliko bogastvo. Pokopan je v Istanbulu blizu Velikega bazarja. 

## Družina
Poročen je bil z Esmehan Hanımsultan, vnukinjo sultana Selima I., s katero je imel sina Mehmed Pašo in hčerke Emine Hanım, Hatidže Hanım in Hima Hanım.

## Zapuščina
Sinan Paša je bil od leta 1580 so svoje smrti leta 1596 petkrat veliki vezir Osmanskega cesarstva. Imel je veliko tekmecev in bil zelo bogat. Zelo so ga kritizirali osmanski birokrati, na primer Mustafa Ali, ki je zapisal, da je Sinan vrival Albance v osmansko vlado in vojsko. Sodobni turški zgodovinarji ugotavljajo, da se je zavedal svojega albanskega porekla in dajal kandidatom albanskega porekla prednost pri izbiri na visoke državne položaje. Leta 1586 je sultan Murat III. na njegovo zahtevo izdal dekret, s katerim je pet vasi v Lumi oprostil vseh davkov. Sinan paša je zgradil trdnjavo Kačanik v Kosovskem vilajetu z imaretom (javna kuhinja), dvema hanoma (gostišče s prenočišči), hamamom (turško kopališče) in mošejo, ki še vedno nosi njegovo ime. 
Leta 1590 je dal zgraditi Biserni kiosk ob Marmarskem morju, ki je bil zadnja rezidenca Murata III. pred njegovo smrtjo. Eden njegovih zadnjih projektov v Carigradu je bila gradnja kilije, ki jo je med letoma 1593 in 1594 dokončal Davut Aga, glavni cesarski arhitekt tistega časa. Kilije odlikuje dodelana zidava, njegova okrašena grobnica (turbe) in sebil. 
Bil je velik graditelj karavanserajev, mostov, kopališč in mošej, med njimi tiste v Kačaniku. Več pomembnih stavb je zgradil v Sarajevu, Solunu in Beogradu ter v Istanbulu in drugih državah islamskega sveta. Bil je velik zagovornik sultanije Safije Sultan, ki je bila prav tako albanskega porekla.

## Vira
- Elsie, Robert (2012). A Biographical Dictionary of Albanian History. I.B. Tauris. str. 416–. ISBN 978-1780764313.[potreben boljši vir]
- Malcolm, Noel (2015). Agents of Empire: Knights, Corsairs, Jesuits and Spies in the Sixteenth-century Mediterranean World. Oxford University Press. str. 264–268. ISBN 978-0190262785.

| Politične funkcije                 | Politične funkcije                                                   | Politične funkcije               |
| ---------------------------------- | -------------------------------------------------------------------- | -------------------------------- |
| Predhodnik: Mahmud Paša            | Osmanski guverner Egipta 1567–1569                                   | Naslednik: Čerkes Iskender Paša  |
| Predhodnik: Čerkes Iskender Paša   | Osmanski guverner Egipta 1571–1573                                   | Naslednik: Husein Paša Boljanić  |
| Predhodnik: Lala Kara Mustafa Paša | Veliki vezir Osmanskega cesarstva 7. avgust 1580 – 6. december 1582  | Naslednik: Kanijeli Sijavuš Paša |
| Predhodnik: Kanijeli Sijavuš Paša  | Veliki vezir Osmanskega cesarstva 14. april 1589 – 1. avgust 1591    | Naslednik: Serdar Ferhad Paša    |
| Predhodnik: Kanijeli Sijavuš Paša  | Veliki vezir Osmanskega cesarstva 28. januar 1593 – 16. februar 1595 | Naslednik: Serdar Ferhad Paša    |
| Predhodnik: Serdar Ferhad Paša     | Veliki vezir Osmanskega cesarstva 7. julij 1595 – 19. november 1595  | Naslednik: Lala Mehmed Paša      |
| Predhodnik: Lala Mehmed Paša       | Veliki vezir Osmanskega cesarstva 1. december 1595 – 3. april 1596   | Naslednik: Damat Ibrahim Paša    |